# شهرستان سن میگل (کلرادو)
شهرستان سن میگل، کلرادو (به انگلیسی: San Miguel County, Colorado) یک سکونتگاه مسکونی در ایالات متحده آمریکا است که در کلرادو واقع شده‌است.

## خصوصیات
شهرستان سن میگل ۳٬۳۳۸٫۵۱ کیلومترمربع مساحت دارد.